# Cattleya luteola
Cattleya luteola là một loài lan trong chi Cattleya.
```
 Tư liệu liên quan tới 
Cattleya luteola
 tại 
Wikimedia Commons
```

## Hình ảnh

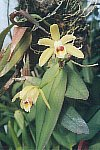
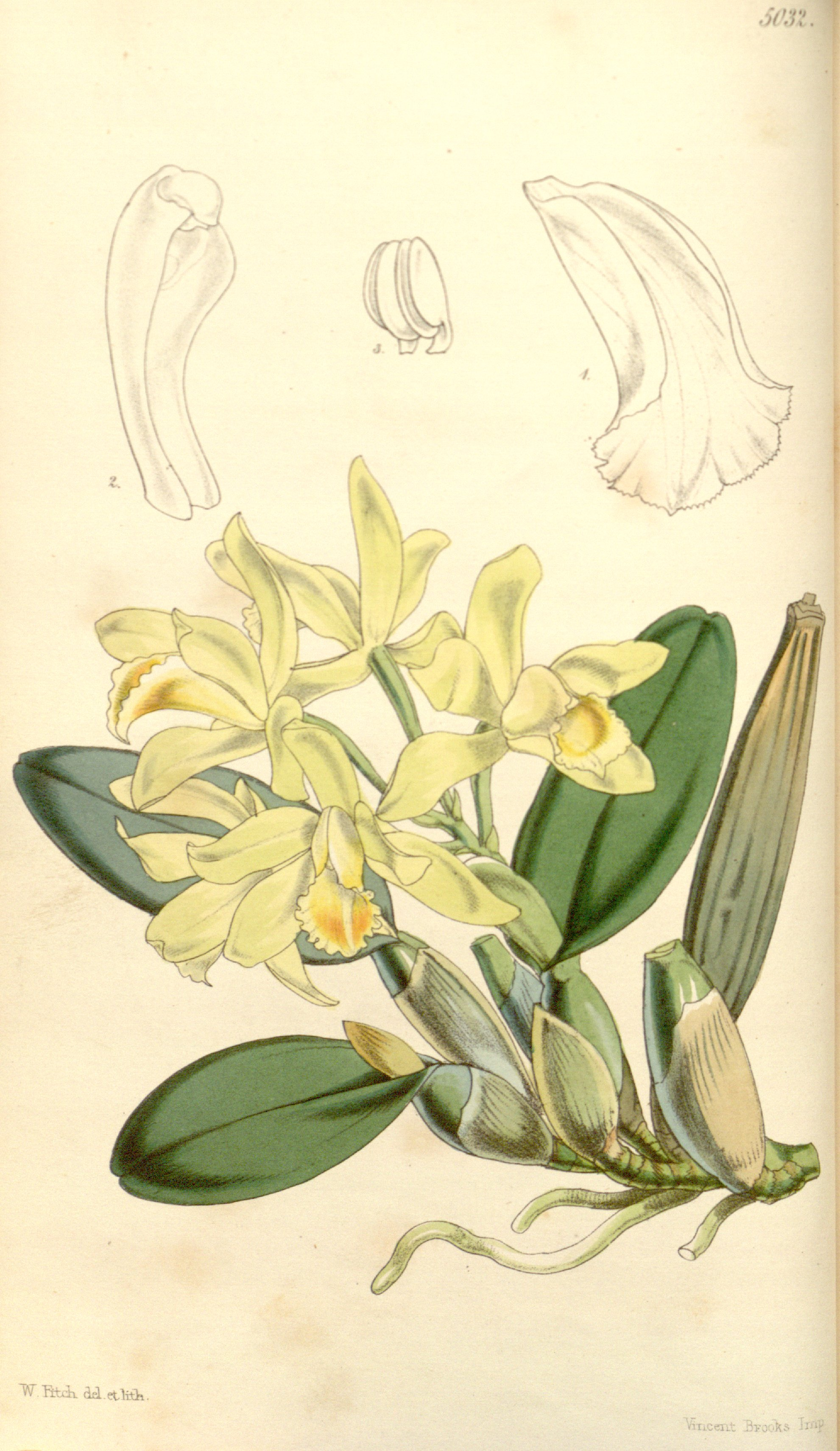